# Microtityus litoralensis
Espèce
Microtityus litoralensis est une espèce de scorpions de la famille des Buthidae.

## Distribution
Cette espèce est endémique de l'État de La Guaira au Venezuela. Elle se rencontre vers Vargas.

## Description
Le mâle holotype mesure mm et la femelle paratype mm.

## Étymologie
Son nom d'espèce, composé de litoral et du suffixe latin -ensis, « qui vit dans, qui habite », lui a été donné en référence au lieu de sa découverte, Litoral central de Vargas.

## Publication originale
- Gonzáles-Sponga, 2001 : « Arácnidos de Venezuela. Seis nuevas especies del género Microtityus (Scorpionida: Buthidae) del sistema montañoso de la costa. » Boletín de la Academia de Ciencias Físicas, Matemática y Naturales, vol. 61, no 1/2, p. 45-66.